# 2016 AE193
2016 AE193, também escrito como 2016 AE193, é um corpo menor que é classificado pelo Minor Planet Center como um Centauro. Ele possui uma magnitude absoluta de 8,2 e tem um diâmetro estimado com 111 km.

## Descoberta
2016 AE193 foi descoberto no dia 14 de janeiro de 2016 pelo Spacewatch.

## Órbita
A órbita de 2016 AE193 tem uma excentricidade de 0,531 e possui um semieixo maior de 35,022 UA. O seu periélio leva o mesmo a uma distância de 16,426 UA em relação ao Sol e seu afélio a 53,619 UA.